# Kaiserliche Kunstakademie

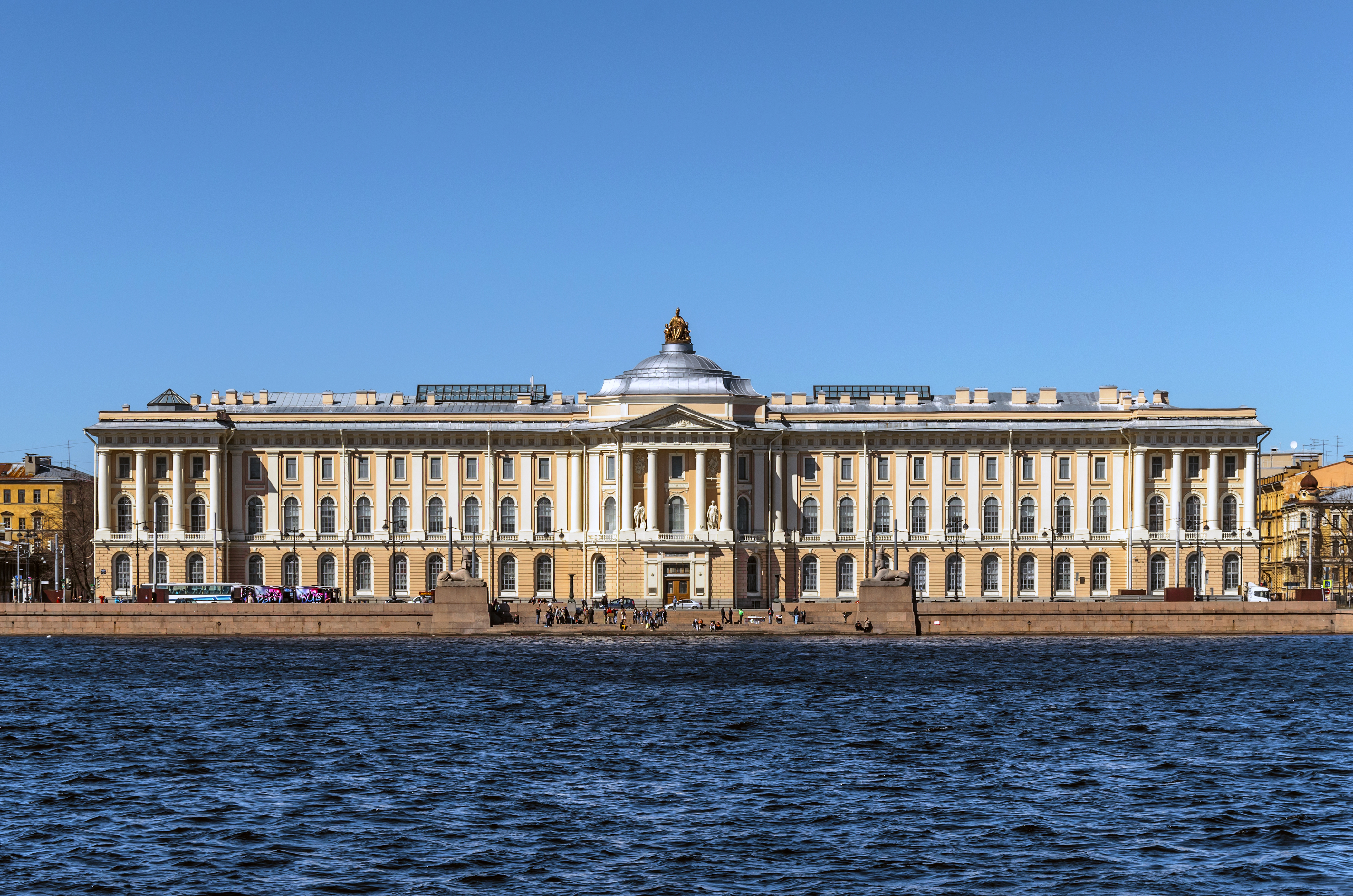
Das Gebäude der Kunstakademie wurde 1764–89 nach einem Entwurf von Jean-Baptiste Vallin de la Mothe und Alexander F. Kokorinow gebaut.

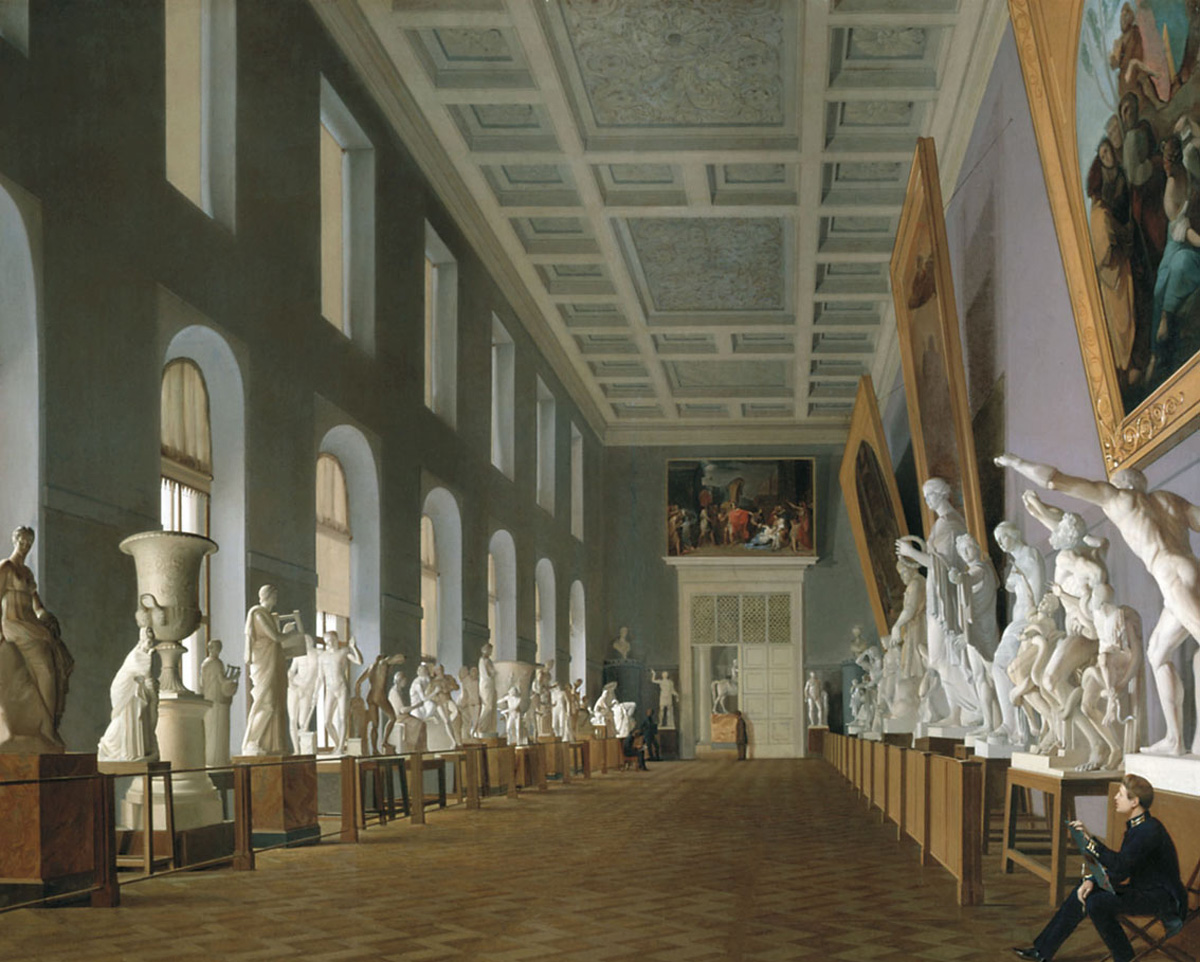
Antikengalerie der Kaiserlichen Kunstakademie, 1836

Die Kaiserliche Kunstakademie (russisch Императорская Академия художеств; offiziell Санкт-Петербургская академия художеств имени Ильи Репина; deutsch St.-Petersburger Kunstakademie Ilja Repin) wurde 1757 von Graf Iwan Iwanowitsch Schuwalow unter dem Namen Akademie der Drei Edelsten Künste in Sankt Petersburg eröffnet. Der Begriff „Drei Edelsten Künste“ bezieht sich auf die drei klassischen Gattungen der bildenden Kunst: Malerei, Bildhauerei und Architektur. Diese drei Künste wurden bereits in der Antike als die wichtigsten und angesehensten Formen der bildenden Kunst angesehen.
Die offizielle Russische Akademie der Künste (Росси́йская акаде́мия худо́жеств) besteht heute in Moskau unter dem Präsidenten Surab Zereteli.

## Geschichte
Bis 1764 war die Akademie in Schuwalows Haus untergebracht. In diesem Jahr benannte Katharina die  Große die Bildungseinrichtung in Kaiserliche Kunstakademie um und beauftragte deren ersten Rektor, Alexander Kokorinow, ein neues Gebäude zu entwerfen.
Nach 25 Jahren war das in Neoklassik errichtete Gebäude fertig, das gegenüber dem Winterpalais am anderen Ufer der Newa liegt. Sowohl für die kostbare Innendekoration als auch die Gestaltung der dem Ufer zugewandten Seite des Gebäudes, die er mit 3.000 Jahre alten, aus Ägypten mitgebrachten Sphingen und Greifen schmücken ließ, war Konstantin Andrejewitsch Thon verantwortlich.
Nach der Oktoberrevolution von 1917 erlebte die Akademie eine Reihe von Umgestaltungen. 1933 erfolgte die Umbenennung in Russische Kunstakademie, 1947 in Kunstakademie der UdSSR. Nach der Auflösung der Sowjetunion wurde 1991 die offizielle Bezeichnung St. Petersburger Institut für Malerei, Skulptur und Architektur eingeführt.

## Funktion
Die Kunstakademie war neben ihrer Funktion als Bildungseinrichtung eine Abteilung der Regierung im Range eines Ministeriums, welches das künstlerische Leben im Land regelte, Gesetze erließ und Künstler auszeichnete. Die Akademie förderte nachdrücklich die Prinzipien des Neoklassizismus und schickte die bedeutendsten russischen Maler ins Ausland, um sich über die Kunst der Antike und der Renaissance in Italien und Frankreich zu informieren.
Die Akademie zeichnete ihre Absolventen mit Silber- und Goldmedaillen aus und verlieh ihnen in Abhängigkeit von deren Leistungen Titel und Grade (siehe Klassenkünstler), die u. a. beim Eintritt in den Staatsdienst Grundlage für die Eingruppierung in die Rangtabelle waren. Die Verleihung höherer Grade war mit einem Stipendium für einen mehrjährigen Auslandsaufenthalt verbunden. 
In der Mitte des 19. Jahrhunderts waren die Lehrmethoden stark von den Ideen des französischen Malers Jean-Auguste-Dominique Ingres beeinflusst, was bei der jüngeren Generation der russischen Künstler auf Ablehnung stieß, die auf ihrem Recht beharrten, realistische Bilder malen zu wollen. Hier hatte daraufhin die Bewegung der Peredwischniki ihren Ursprung. Die Mitglieder brachen öffentlich mit der Akademie und eröffneten ihre eigenen Ausstellungen, mit denen sie durch Russland zogen. Andere Maler jedoch sahen die Ausbildung an der Akademie weiterhin als unersetzlich für die Entwicklung der künstlerischen Fähigkeiten an.
Die Akademie besitzt selbst eine umfangreiche Sammlung ausgewählter Kunstwerke zu Studien- und Kopierzwecken. Im Gebäude ist eine Kirche integriert. Zeichnerische Arbeiten der Studierenden können in einer öffentlichen Ausstellung besichtigt werden.

## Fachbereiche
Die Akademie gliedert sich heute in acht Fachabteilungen:
- Abteilung für Malerei
- Abteilung für Grafik
- Abteilung für Bildhauerei
- Abteilung für dekorative/angewandte Kunst
- Abteilung für Theater- und Kinodekoration
- Abteilung für Architektur
- Abteilung für Design
- Abteilung für Kunstgeschichte

## Persönlichkeiten der Akademie

### Schüler
- Iwan Konstantinowitsch Aiwasowski (1817–1900), Maler
- Nikolai Leontjewitsch Benois (1813–1898), Architekt
- Stanislaus von Chlebowski (1835–1884), polnischer Historienmaler
- Orest Adamowitsch Kiprenski (1782–1836), Porträtmaler der Romantik
- Wiktor Alexandrowitsch Hartmann (1834–1873), Architekt, Bildhauer und Maler deutscher Abstammung
- Grigorij Grigorjewitsch Mjassojedow (1834–1911), Maler und Bildhauer
- Alexander Nikanorowitsch Pomeranzew (1849–1918), Architekt und Stadtbaumeister
- Pawel Petrowitsch Sokolow (1764–1835), Bildhauer
- Kazimierz Stabrowski (1869–1929), polnischer Maler
- Fjodor Petrowitsch Tolstoi (1783–1873), Maler, Zeichner und Bildhauer
- James McNeill Whistler (1834–1903), US-amerikanischer Maler

### Ehrenmitglieder
- 1861: Johann Wilhelm Cordes (1824–1869), deutscher Maler
- 1861: Friedrich Adolf Hornemann (1813–1890), deutscher Maler und Lithograf
- 1862: Martin Iwanowitsch Eppinger (1822–1873), russlanddeutscher Architekt
- 2016: Stephan Balkenhol (* 1957), deutscher Bildhauer
- Dmitri Mendelejew[2] (1834–1907), Chemiker